# Sisel
Sisel (Spermophilus citellus) är en dagaktiv, underjordiskt levande gnagare som tillhör ekorrfamiljen.

## Taxonomi
De flesta arterna i det tidigare släktet Spermophilus har efter DNA-studier konstaterats vara parafyletiska med avseende på präriehundar, släktet Ammospermophilus och murmeldjur. Detta släkte har därför delats upp i flera släkten. Kvar i Spermophilus finns endast den gamla världens sislar, som, bland andra, denna art.

Catalogue of Life listar fyra underarter:
- Spermophilus citellus citellus (Linnaeus, 1766)
- Spermophilus citellus gradojevici (V. Martino & E. Martino, 1929)
- Spermophilus citellus istricus (Calinescu, 1934)
- Spermophilus citellus martinoi (Peshchev, 1955)

## Utseende

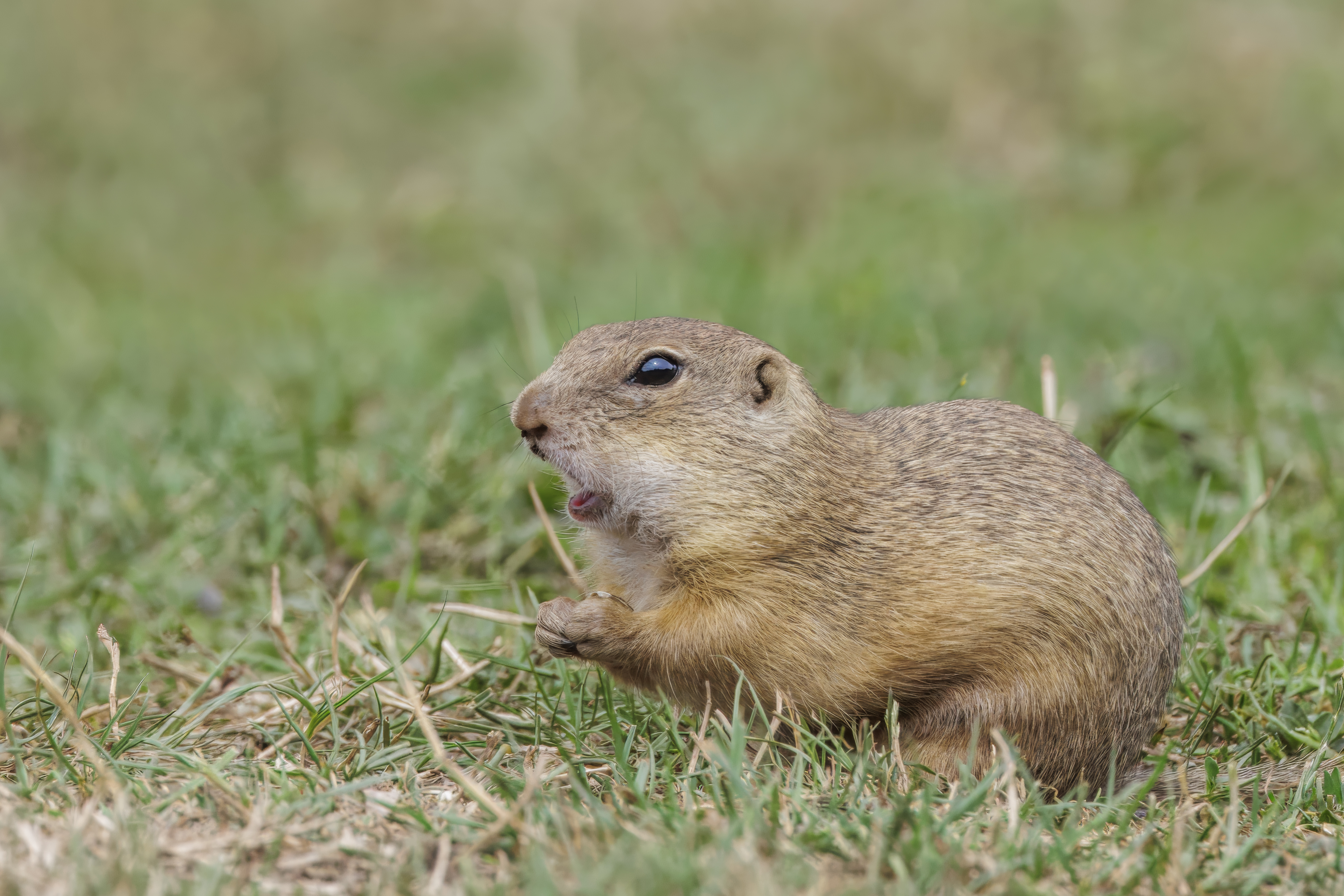
Sisel.

Siseln är gulgrå på ovansidan och blekgul på undersidan. Kroppslängden uppgår till 19–22 cm förutom svansen som är 5,5–7,5 cm lång. Vikten är mellan 240 och 340 g. Öronen är mycket små.

## Utbredning
Siseln finns i Östeuropa och Asien till Georgien, Turkiet och Israel. Dess västligaste förekomst var fram till 1950-talet östra Tyskland där arten idag ska återinföras.

## Ekologi
Siseln lever underjordiskt i gångsystem, som den gräver i mjuk jord. Den föredrar stäpplandskap, även odlade sådana. Den bildar kolonier. Den sover vintersömn från oktober - november till omkring mars, under vilken kroppstemperaturen kan sjunka så lågt som till 8 °C. Parningstiden infaller kort efter vintersömnens slut, och i april till juni får den 3-11 (oftast 5-8) ungar.

### Föda
Siseln lever av fröer, gärna sädeskorn, samt örter, rötter, frukter och bär. Även animalisk föda, bland annat insekter, kan tas. Maten transporteras i kindpåsar till underjordiska förråd.